# John Graham (Rennfahrer)

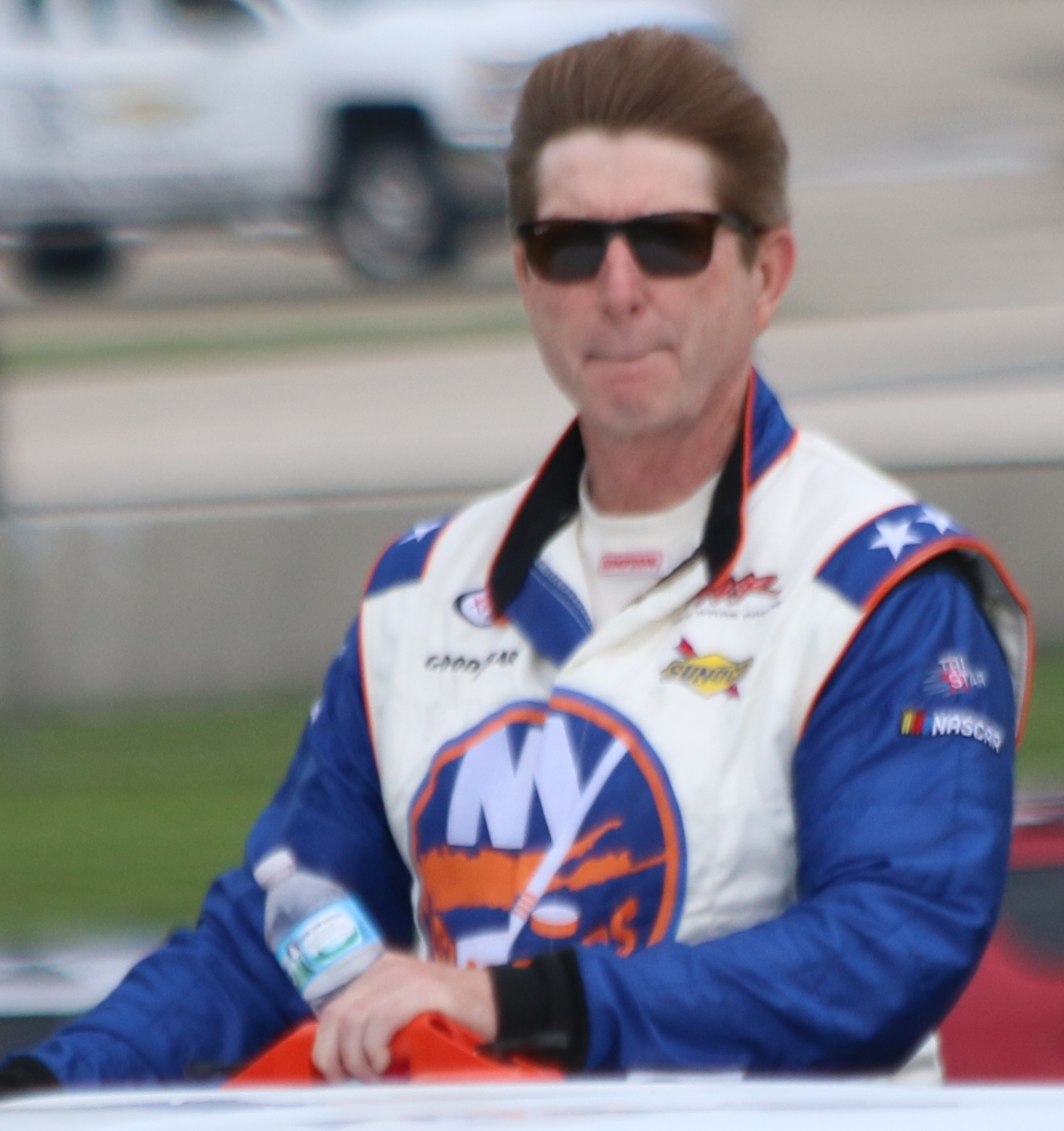
John Graham 2017 in Road America

John Graham (* 22. Oktober 1955 in Belfast) ist ein ehemaliger kanadischer Autorennfahrer.

## Karriere als Rennfahrer
John Graham begann seine Karriere in der nordamerikanischen Can-Am-Serie, wo er 1981 Gesamtdritter in der U2L-Klasse wurde. Ab 1983 wurde er zum regelmäßigen Starter in der IMSA-GTP-Serie und der Sportwagen-Weltmeisterschaft. 1982 bestritt er sein erstes 24-Stunden-Rennen von Daytona und gab 1984 mit dem sechsten Gesamtrang sein Debüt beim 12-Stunden-Rennen von Sebring. 1984 folgte auch der erste Einsatz beim 24-Stunden-Rennen von Le Mans.
Beste Platzierung in Daytona war der fünfte Gesamtrang 1998, herausgefahren auf einem Porsche 911 GT2 mit John Morton sowie den beiden niederländischen Huisman-Brüdern Duncan und Patrick als Teampartner. Im fünften Anlauf erreichte er in Le Mans 2000 die erste Platzierung im Gesamtklassement. Der 25. Gesamtrang war auch der Sieg in der LMP675-Klasse.
Nach seinem Rücktritt Ende der Saison 2008 kehrte er 2017 für eine Saison in den Langstreckensport zurück und fuhr auch einige Rennen der NASCAR Cup Series.

## Statistik

### Le-Mans-Ergebnisse
| Jahr | Team                   | Fahrzeug        | Teamkollege    | Teamkollege        | Platzierung             | Ausfallgrund |
| ---- | ---------------------- | --------------- | -------------- | ------------------ | ----------------------- | ------------ |
| 1984 | Obermaier Racing       | Porsche 956     | George Fouché  | Jürgen Lässig      | Ausfall                 | Unfall       |
| 1985 | Team Labatt            | Gebhardt JC853  | Frank Jelinski | Nick Adams         | nicht klassiert         |              |
| 1988 | PC Automotive          | Argo JM19C      | Alain Iannetta | Olando Iacobelli   | Ausfall                 | Batterie     |
| 1998 | CJ Motorsport          | Porsche 911 GT2 | John Morton    | Harald Grohs       | Ausfall                 | Unfall       |
| 2000 | Multimatic Motorsports | Lola B2K/40     | Scott Maxwell  | Greg Wilkins       | Rang 25 und Klassensieg |              |
| 2001 | Dick Barbour Racing    | Reynard 01Q-LM  | Milka Duno     | David Murry        | Ausfall                 | Unfall       |
| 2002 | MBD Sportscar Team     | Panoz LMP07     | Milka Duno     | Didier de Radiguès | Ausfall                 | Elektrik     |

### Sebring-Ergebnisse
| Jahr | Team                   | Fahrzeug        | Teamkollege     | Teamkollege          | Teamkollege     | Teamkollege  | Platzierung | Ausfallgrund  |
| ---- | ---------------------- | --------------- | --------------- | -------------------- | --------------- | ------------ | ----------- | ------------- |
| 1984 | T-Bird Swap Shop       | Porsche 935K4   | Bob Wollek      | Al Holbert           | Preston Henn    | Hugo Gralia  | Rang 6      |               |
| 1990 | Bieri Racing           | Tiga GT286      | Uli Bieri       | David Tennyson       |                 |              | Ausfall     | Motorschaden  |
| 1991 | Bieri Racing           | Alba AR2        | Uli Bieri       |                      |                 |              | Ausfall     | Unfall        |
| 1992 | Bieri Racing           | Alba AR2        | Uli Bieri       | Heinz Wirth          | Andrew Hepworth | Vito Scavone | Ausfall     | Motorschaden  |
| 1995 | Power Macintosh Racing | Spice HC93      | Rick Sutherland | Stanley Dickens      |                 |              | Rang 10     |               |
| 1997 | John Christie          | X-250           | Robin Smith     |                      |                 |              | Ausfall     | Elektrik      |
| 1998 | C. J. Motorsports      | Porsche 911 GT2 | John Morton     | Ron Fellows          |                 |              | Rang 8      |               |
| 1999 | CJ Motorsport          | Porsche 911 GT2 | John Morton     | Davy Jones           |                 |              | Rang 24     |               |
| 2000 | Multimatic Motorsport  | Lola B98/10     | Scott Maxwell   | David Empringham     |                 |              | Ausfall     | Ventilschaden |
| 2002 | MBD Sportscar          | Panoz LMP07     | Scott Maxwell   | Milka Duno           |                 |              | Ausfall     | Elektrik      |
| 2003 | JML                    | Panoz LMP01     | Scott Maxwell   | Benjamin Leuenberger |                 |              | Rang 9      |               |